# 265490 Szabados
265490 Szabados este un asteroid din centura principală de asteroizi.

## Descriere
265490 Szabados este un asteroid din centura principală de asteroizi. A fost descoperit pe 1 aprilie 2005 la Piszkesteto de Krisztián Sárneczky. Asteroidul prezintă o orbită caracterizată de o semiaxă mare de 2,30 ua, o excentricitate de 0,15 și o înclinație de 6,4° în raport cu ecliptica.